# Імельда (тропічний шторм, 2019)
Тропічний шторм «Імельда» (англ. Tropical Storm Imelda) — короткочасний тропічний циклон, який став четвертим за вологістю штормом у американському штаті Техас,  який спричинив руйнівні та рекордні повені на південному сході Техасу. Одинадцятий тропічний циклон і дев’ятий названий шторм сезону атлантичних ураганів 2019 року.
Імельда досягла берега у вигляді слабкого тропічного шторму. Система принесла сильний дощ і небезпечні повені в частини південно-східного Техасу (особливо в містах:   Х'юстон, Галвестон і Бомонт), оскільки її рух над сушею поступово сповільнювався. До 19 вересня знадобилися десятки аварійно-рятувальних робіт на воді, оскільки в деяких районах випало понад 43 дюйми (1100 мм) опадів. Загальний збиток оцінюється в понад 5 мільярдів доларів США (2019 рік ). Незважаючи на те, що шторм завдав значних збитків, ім’я «Імельда» не було вилучено з використання після сезону, що зробило «Імельда» другою найдорожчим атлантичним тропічним циклоном в історії ім'я якого не вилучили, а найдорожчим наступного року став ураган «Саллі».

## Метеорологічна історія

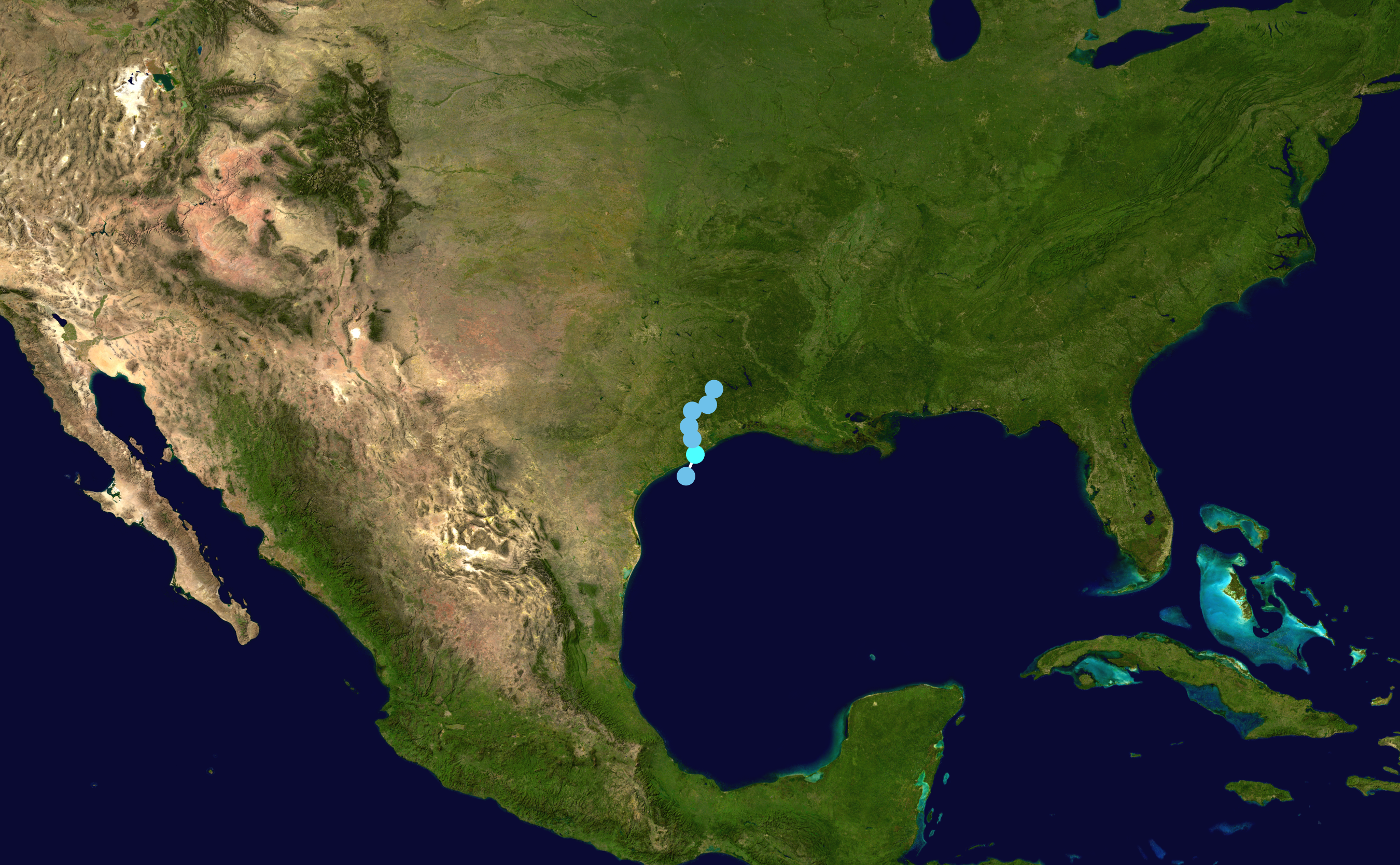
Карта шляху і інтенсивності Тропічного шторму Імельда за шкалою Саффіра–Сімпсона

Імельда походить із баричної уголовини розташованої на сході Сполучених Штатів. Між 10–12 вересня мінімальна температура перемістилася на південний-захід до східної частини Мексиканської затоки. Після того, як над затокою пов’язана конвекція почала збільшуватися, оскільки слабка поверхнева западина утворилася в межах верхнього — нижнього рівня 14 вересня рухаючись північний-захід. Того ж дня Національний центр спостереження за ураганами почав спостерігати за мінімумом на предмет можливого тропічного циклогенезу. Хоча NHC лише дав низький шанс на формування тропічного циклону. До 17 вересня система досягла східного узбережжя Техасу. Незабаром після цього організованість системи швидко зросла, і о 17:00 UTC того дня система організувалася в Тропічна депресія 11 неподалік від узбережжя Техасу. О 17:45 UTC оглядовий майданчик у Фріпорті, штат Техас, зафіксував постійний вітер 40 миль/год (65 км/год) із поривами 47 миль/год (76 км/год), що вказує на те, що депресія посилилася до тропічного шторму Імельда.
Незабаром після цього, о 18:30 UTC шторм вийшла на сушу поблизу Фріпорта, штат Техас, з максимальною інтенсивністю, з максимальним 1-хвилинним стійким вітром 45 миль/год (65 км/год) і мінімальним центральним тиском 1003 мілібар (29,6 дюйма рт. ст.). Імельда ослабла після виходу на сушу, ставши тропічною депресією наступного дня о 03:00 UTC. У той час NHC передав відповідальність за видачу порад Центру прогнозування погоди (WPC). Імельда зберігала статус тропічної депресії над сушею протягом наступних 2 днів, поступово слабшаючи та сповільнюючи свій рух, перш ніж перетворитися на залишковий мінімум 19 вересня, коли вона почала проходити над Луїзіаною; Залишки Імельди продовжували виробляти сильний дощ і кілька торнадо. Залишки Імельди проіснували ще кілька днів, перш ніж розсіятися рано 21 вересня.

## Підготовка та наслідки

### Техас
Повільний рух Імельди над південно-східним Техасом і постійний приплив тропічної вологи призвели до великої кількості опадів у регіоні. Ця вологість сприяла утворенню дощових смуг, які неодноразово переміщалися через ті самі райони південно-східного Техасу між 17 і 19 вересня. Кілька округів, що охоплюють частини столичного району Великого Х'юстона та Бомонт, штат Техас зафіксували понад 30 дюймів (760 мм) дощу. Максимальна загальна кількість опадів 44,29 дюйма (1125 мм) була задокументована на станції в 2 милях (3,2 км) на південно-південний захід від Фаннетт, штат Техас; це зробило Імельду сьомим за вологістю тропічним циклоном в історії США, п’ятий за вологістю в суміжних США та четвертий за вологістю в історії Техасу. Та сама станція зафіксувала 31 дюйм (790 мм) дощу за 12 годин. Швидкість опадів у кількох місцях перевищує 130 мм на годину. Глибина повені в деяких місцях перевищила глибину, зареєстровану під час урагану «Гарві» через велику кількість опадів. Там, де опади були найсильнішими, загальна кількість опадів становила 1 раз на 1000 років. Руйнівна повінь сталася вздовж автомагістралі 10 між Вінні та Орандж, штат Техас стоянка транспорту 2,5 доби; більше тисячі транспортних засобів потрапили в ці повені. Багато будинків і підприємств також були затоплені, що спричинило рятувальні роботи на високій воді. Приблизно 8200 будинків були затоплені в округах Гарріс, Джефферсон, Ліберті та Монтгомері в Техасі. Загинуло п'ять людей безпосередньо через повені, троє загинуло Джефферсоні, а двоє - в окрузі Гарріс. Національні центри екологічної інформації підрахували, що Імельда завдала збитків у 5 мільярдів доларів.
Округ Джефферсон, штат Техас, був округом, який найбільше постраждав від повені. За оцінками, в окрузі було затоплено 5100 будинків, завдано збитків на 14 мільйонів доларів. Масштабна повінь сталася в Бомонті, де вперше почалася повінь в окрузі Джефферсон. У місті випало понад 38 дюймів (97 см) дощу. Великі паводкові води спонукали до евакуації медичного центру Райсленда в окрузі Чемберс, штат Техас. Повінь протягом кількох днів тривала в окрузі Гардін, штат Техас, де випало 10–40 дюймів (250–1020 мм) дощу. Багато будівель і доріг стали непрохідними. В окрузі було затоплено 60 будинків, завдано збитків на 2,3 мільйона доларів. В окрузі Орандж, штат Техас, «Імельда» затопила 2679 будинків, завдавши збитків на 12 мільйонів доларів. Поблизу Морісвіля залив досяг другого за висотою гребня в історії. В округах Джаспер і Ньютон в Техасі в результаті затоплення 15 будинків було завдано збитків на суму 2,4 мільйона доларів США.

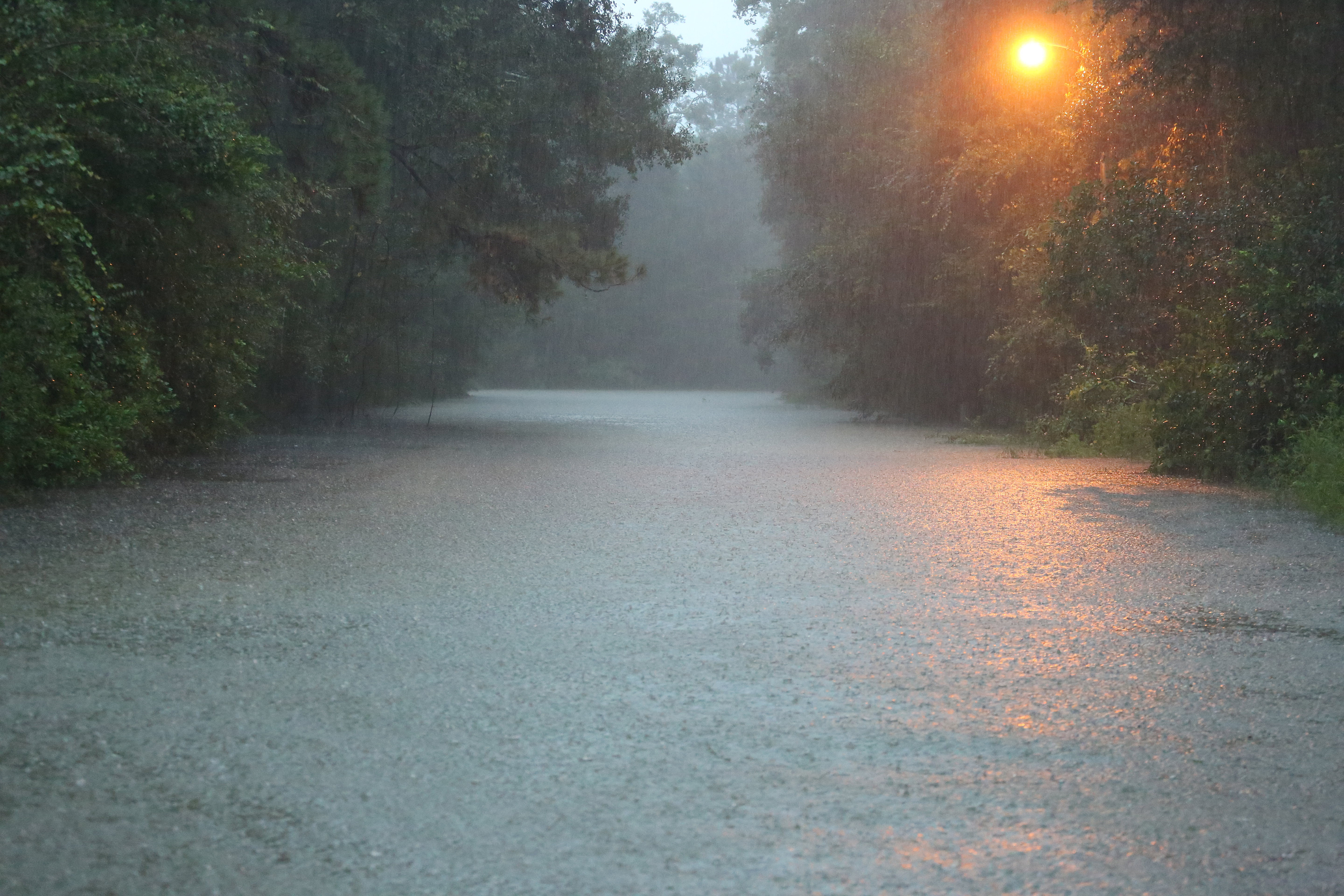
Затоплена дорога під час повені

У Х’юстоні через дощі Імельди багато місцевих заливів вийшли з берегів і затопили житлові райони. Понад 1000 людей вдалося врятувати від повені. У місті тимчасово припинено автобусне та залізничне сполучення. Дах будівлі поштової служби США обвалився, троє людей отримали легкі травми. Міжконтинентальний аеропорт імені Джорджа Буша закрився приблизно на 90 хвилин через затоплення злітно-посадкових смуг, скасувавши 655 рейсів. По всьому Х'юстону сотні будинків постраждали від повені, а понад 1600 транспортних засобів було відбуксировано. Тільки в окрузі Гарріс 422 людини потребували порятунку; Національна гвардія Техасу врятувала 130 осіб. Під час повені дев'ять барж покинули судноверф, і принаймні дві врізалися в міжштатний міст 10 через річку Сан-Хасінто, спричинивши видимі пошкодження деяких колон, що підтримують шосе. Пізніше міст був закритий для руху в обох напрямках. У Сплендорі сталася значна повінь, затопивши частини FM 2090 і US 59, а також газові насоси на АЗС.

### Інші штати

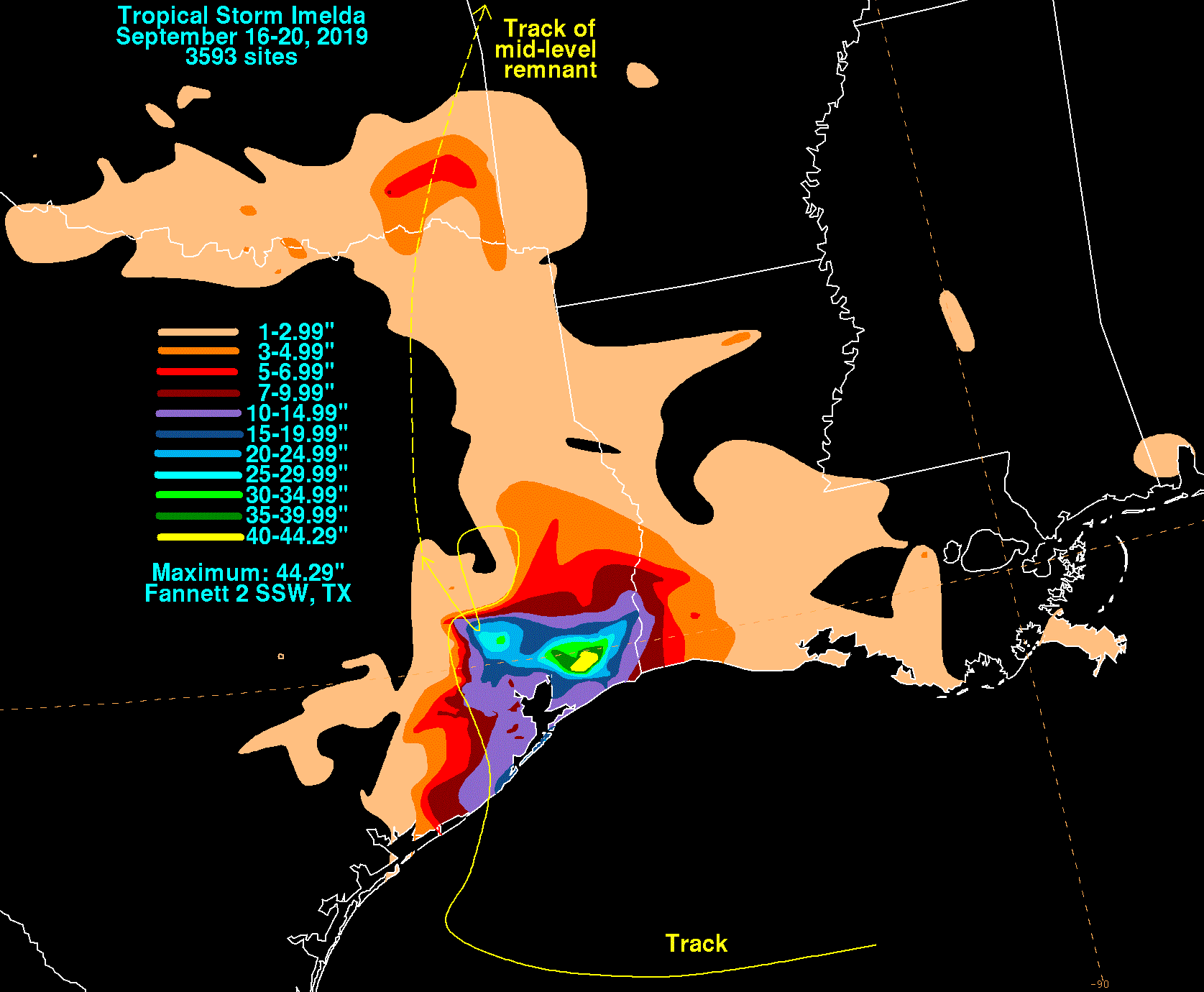
Найсильніші дощі з Імельди, що перевищували 40 дюймів (1000 мм), були зосереджені на невеликій території в південно-східному Техасі, тоді як менші опади поширилися на сусідні штати.

Повінь з Імельди на південному заході Луїзіани була відносно незначною. Прісноводна повінь у Джонсон-Бей затопила більшість другорядних доріг і була посилена підвищеним рівнем припливу, спричиненим тропічним штормом. У південно-східній частині Оклахоми в період з 6 по 7 вересня випало до 7,6 дюймів (190 мм) дощу. Сильні опади також випали в частині Арканзасу.
Окрім дощу, метеостанції повідомляли про вітер зі швидкістю від 37 до 44 миль/год (59–70 км/год), коли Імельда вийшла на сушу. В аеропорту Батон-Руж Метрополітен 17 вересня сильна  гроза від дощових смуг Імельди, спричинила мікропрорив, який перекинув чотири літаки та пошкодив двері ангара; в аеропорту зареєстрували максимальний порив 66 миль/год (106 км/год). Штормовий приплив також призвів до незначного прибережного затоплення вздовж верхнього узбережжя Техасу та Луїзіани, затопивши райони 1–2 футами (0,30–0,61 м) води. Датчик Національної океанічної служби в Ігл-Пойнт, штат Техас, зафіксував висоту піку хвилі на 2,35 фута (0,72 м) вище звичайного рівня припливу. Після 17 вересня річковий стік, що походить від внутрішніх повеней досяг узбережжя та посилив початковий штормовий приплив. Датчик на Буффало-Бей задокументував рівень води на 4,32 фута (1,32 м) вище нормального рівня припливу, коли стік досяг узбережжя. Імельда також спричинила два підтверджених торнадо: торнадо EF1 зняло дах будинку та повалило декілька дерев в окрузі Гарріс, штат Техас, 18 вересня, а торнадо EF0 перевернув автомобіль для відпочинку та повалило кілька дерев поблизу Гакберрі, штат Луїзіана в округі Камерон у 18 вересня.

## Рекорд
Імельда побила кілька рекордів кількості опадів у Сполучених Штатах, випустивши понад 42 дюйми (1100 мм) дощу поблизу Вінні, штат Техас. На даний момент «Імельда» є 7-м за вологістю тропічним циклоном, який вплинув на Сполучені Штати, 5-м за вологістю в прилеглих Сполучених Штатах і 4-м за вологістю в американському штаті Техас.
Протягом кількох тижнів після «Імельди» допомога від FEMA не надходила, через що деякі жителі не були впевнені чи прийде вона.